# José Herrando
José Herrando (katalanisch auch Joseph Herrando, * 1720/1721 in Valencia; † 1763 in Madrid) war ein spanisch-valencianischer Violinist und Komponist des Barock.

## Leben und Werk
José Herrando war früh mit seinen Eltern und seiner Familie von Valencia nach Madrid umgezogen. Er wirkte seit seiner Kindheit am Teatro del Buen Retiro und später im Kloster La Encarnación als Violinist. 1760 erhielt er die Stelle des Violinisten in der königlichen Kapelle, die aufgrund des Todes von Francesc Manalt vakant wurde.
José Herrando war der Autor einer bedeutenden Violin-Methode (Arte y puntual explicación del modo de tocar el violín, Paris, 1756; Madrid, 1757). Einige seiner kompositorischen Werke für dieses Instrument, insbesondere Sonaten für Violine und Basso continuo, sind erhalten. Diese Werke zeigen auf der Basis von mitteleuropäischen Kompositionsmodellen, die Möglichkeiten eines fortgeschrittenen galanten Stils. Viele seiner ursprünglich in der Casa de Alba in Madrid aufbewahrten Werke allerdings gingen bei einem Brand während des Spanischen Bürgerkrieges unwiederbringlich verloren.